# 2016-os vajdasági tartományi parlamenti választás

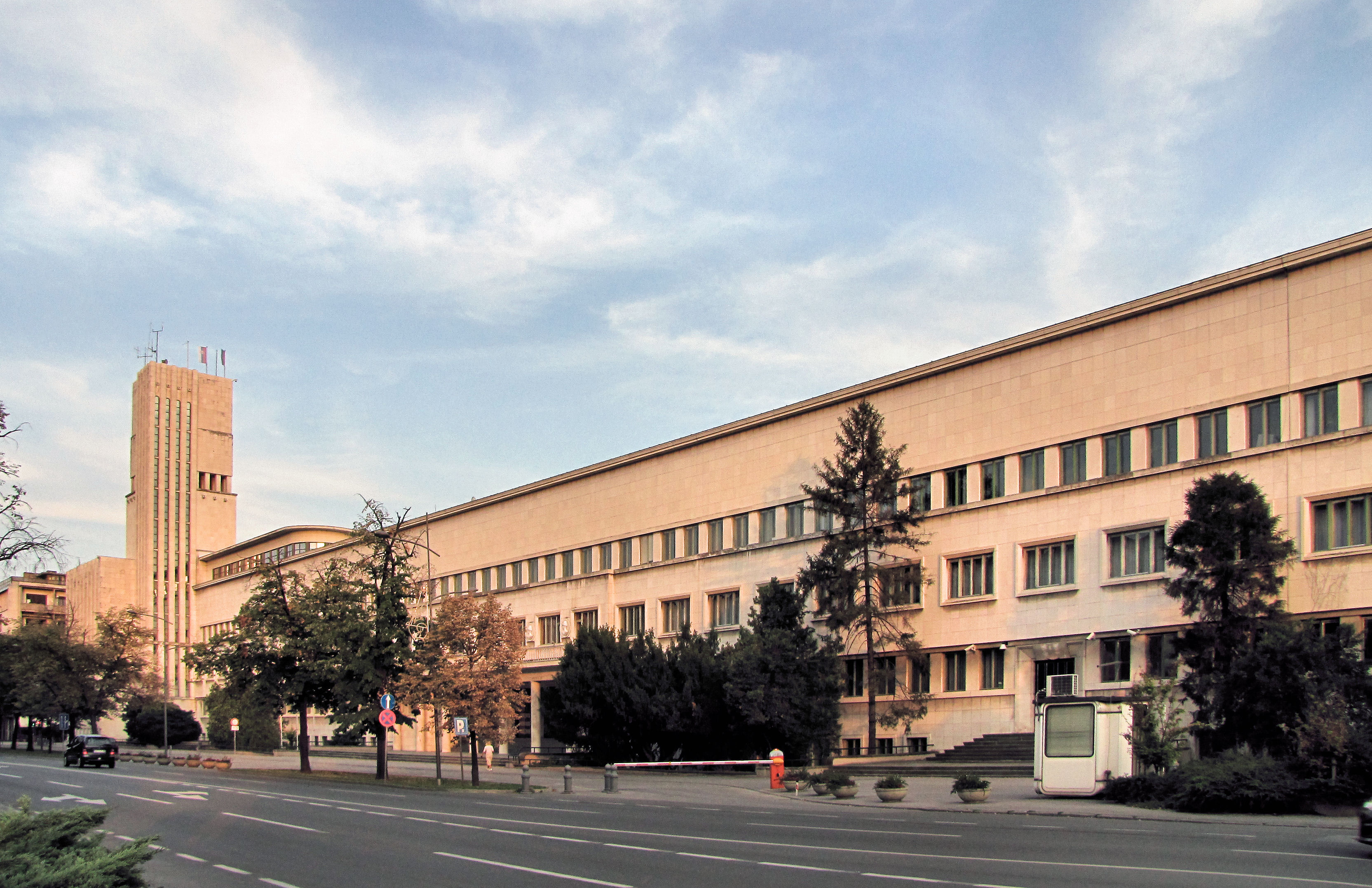
Az újvidéki Báni Palota, a tartományi parlament épülete

2016. április 24-én tartományi parlamenti választást tartottak a szerbiai Vajdaság Autonóm Tartományban. 

## Előzmények
2014. június 6-án a vajdasági parlament új választási rendszert vezetett be. A kezdeményező a Vajdasági Szociáldemokrata Liga volt, amely koalícióban kormányzott a Demokrata Párttal és a Vajdasági Magyar Szövetséggel. A két másik kormánypárt nem támogatta a javaslatot, de az az ellenzéki pártok segítségével mégis többséget kapott.
Pásztor István, a vajdasági parlament elnöke 2016. március 22-én írta ki a választást, amely azonos napra esik az országos parlamenti választással és a helyi önkormányzati választásokkal.
A Vajdaságban 1 729 201 fő jogosult a szavazásra.

## Választási rendszer
Az új rendszerben csak pártok, pártszövetségek és civilszervezetek indulhatnak, melyek listáira lehet szavazni. A listaállításhoz legalább 6000 támogatói aláírás előzetes összegyűjtése szükséges, a nemzeti kisebbségi pártok, szervezetek esetében 3000 aláírás is elegendő. Az  aláírásokat a választás előtt legalább 15 nappal be kell nyújtani. 
A választás egyfordulós és az egész Tartomány egyetlen körzetnek számít. A mandátumokat a szavazatok arányában, D'Hondt-módszerrel osztják el a bejutott pártok között. A bejutási küszöb 5%, a kisebbségi listákra az ún. természetes küszöb vonatkozik, ami a nem kisebbségi pártok esetében az egy mandátumra jutó szavazatmennyiséggel egyenlő. Összesen 120 mandátumot osztanak el.
A választások lebonyolítását a Tartományi Választási Bizottság (szerbül Pokrajinske izborne komisije, PIK) intézi.

## Induló pártok, pártkoalíciók és szervezetek
| #   | Lista neve és támogatói | Listavezető                | Ideológia                                                              | Típus |
| --- | --- | -------------------------- | ---------------------------------------------------------------------- | ----- |
| 1.  | Alekszandar Vucsics – Szerbia győz Szerb Haladó Párt (SNS), Szerbiai Szociáldemokrata Párt (SDPS), Szerbiai Egyesült Nyugdíjasok Pártja (PUPS), Új Szerbia (NS), Szocialisták Mozgalma, Szerb Megújhodási Mozgalom (SPO), Szerb Néppárt (SNP), Szerbia Ereje Mozgalom, Önálló Szerbiai Demokrata Párt | Maja Gojkovics             | mérsékelt szerb nacionalista                                           |       |
| 2.  | Munka és Tudás Vajdaságért – Demokrata Párt, DSHV, Új Párt, ZEP–Zöldek – Dr. Bojan Pajtics Demokrata Párt (DS), Vajdasági Horvátok Demokratikus Szövetsége (DSHV), Új Párt (Nova), Zöldek – Zöld Ökologista Párt (ZEP)                                                                                | Miroszlav Vaszin           | baloldali-nemzeti liberális, mérsékelt horvát nacionalista, ökologista |       |
| 3.  | Ivica Dacsics – Szerbiai Szocialista Párt, Egységes Szerbia – Dragan Markovics Palma, Szerbiai Hazafias Mozgalom Szerbiai Szocialista Párt (SPS), Egységes Szerbia (JS), Szerbiai Hazafias Mozgalom (PPS)                                                                                             | Dusan Bajatovics           | szocialista                                                            |       |
| 4.  | Nenad Csanak – Vajdasági Szociáldemokrata Liga – Fel a fejjel! Vajdasági Szociáldemokrata Liga (LSV) | Braniszlav Bogaroski       | szociáldemokrata                                                       |       |
| 5.  | Vajdasági Magyar Szövetség – Pásztor István Vajdasági Magyar Szövetség (VMSZ), Vajdasági Magyar Demokrata Párt (VMDP), Magyar Egység Párt (MEP) | Pásztor István             | mérsékelt magyar nacionalista                                          | K     |
| 6.  | Dr. Vojiszlav Seselj – Szerb Radikális Párt Szerb Radikális Párt (SRS) | Gyuragy Jaksics            | szélsőjobboldali szerb nacionalista                                    |       |
| 7.  | Dveri – Szerbiai Demokrata Párt – Szanda Raskovics Ivics – Bosko Obradovics Oltárajtó Mozgalom (Dveri), Szerbiai Demokrata Párt (DSS) | Mr. Ivan Kosztics          | szélsőjobboldali szerb nacionalista, konzervatív                       |       |
| 8.  | Borisz Tadics – Csedomir Jovanovics – Szövetség Egy Jobb Vajdaságért – Szociáldemokrata Párt, Liberális Demokrata Párt Szociáldemokrata Párt (SDS), Liberális Demokrata Párt (LDP) | Uranija Kozmidisz Luburics | szociáldemokrata, liberális                                            |       |
| 9.  | Dinara–Drina–Duna Nemzeti Mozgalom – Tomiszlav Bokan Dinara–Drina–Duna Nemzeti Mozgalom (3D) | Tomiszlav Bokan            | szerb nacionalista                                                     |       |
| 10. | Magyar mozgalom az autonómiáért – Dr. Korhecz Tamás – VMDK – Csonka Áron Magyar Mozgalom (MM), Vajdasági Magyarok Demokratikus Közössége (VMDK) | Korhecz Tamás              | mérsékelt magyar nacionalista                                          | K     |
| 11. | Zöld Párt (ZS) | Braniszlava Jeftics        | szlovák kisebbségi                                                     | K     |
| 12. | Szerb–Orosz Mozgalom – Alekszandar Gyurgyev Szerb–Orosz Mozgalom | Alekszandar Gyurgyev       | orosz kisebbségi                                                       | K     |
| 13. | A Szabad Szerbiáért – Fogadalmat Tevők – Milica Gyurgyevics Szerb Szábor Fogadalmat Tevők | Szlobodan Jovics           | szerb nacionalista                                                     |       |
| 14. | Vajdasági Tolerancia Újvidéki Párt (NP), Montenegrói Párt, Szandzsáki Raska Párt | Alekszandar Odzsics        |                                                                        |       |
| 15. | Elég volt! – Szasa Radulovics Elég volt! (DJB) | Szvetlana Kozics           | szociálliberális, centrista                                            |       |

K: nemzeti kisebbségi lista.
A PIK elutasította a „Elég volt – Szasa Radulovics” listát, de fellebbezés után a Közigazgatási Bíróság végül jóváhagyta. A PIK elutasította a „Szerbia Polgárai és Polgárnői” nevű, a Cigány Párt és a Szerbiai Bunyevác Polgárok Pártja közös listáját.

## Közvélemény-kutatások
Az egyes listák támogatottsága a biztos listaválasztók között és a részvételüket biztosra ígérők aránya százalékban:
| Dátum               | Cég       | Lista (főbb pártok) | Lista (főbb pártok) | Lista (főbb pártok) | Lista (főbb pártok) | Lista (főbb pártok) | Lista (főbb pártok) | Lista (főbb pártok) | Lista (főbb pártok) | Biztos résztvevők |
| Dátum               | Cég       | 1. (SNS)            | 4. (LSV)            | 3. (SPS-JS)         | 5. (VMSZ)           | 6. (SRS)            | 7. (Dveri-DSS)      | 2. (DS)             | 15. (DJB)           | Biztos résztvevők |
| ------------------- | --------- | ------------------- | ------------------- | ------------------- | ------------------- | ------------------- | ------------------- | ------------------- | ------------------- | ----------------- |
| Dátum               | Cég       |                     |                     |                     |                     |                     |                     |                     |                     | Biztos résztvevők |
| 2016. április eleje | B92–CeSID | 41                  | 12                  | 8,5                 | 8                   | 7,6                 | 7,6                 | 6,2                 | 5,4                 | 53                |

## Eredmények
A szavazás végeredménye a következő:
| |                                                         | Száma                  | Aránya (%)       |            |            |                                        |
| --- | ------------------------------------------------------- | ---------------------- | ---------------- | ---------- | ---------- | -------------------------------------- |
| Választásra jogosultak                                                                                                 | Választásra jogosultak                                  | 1 729 376              | 100              |            |            |                                        |
| Leadott szavazatok - ebből érvényes - ebből érvénytelen                                                                | Leadott szavazatok - ebből érvényes - ebből érvénytelen | 962 525 935 817 26 708 | 55,66 97,23 2,77 |            |            |                                        |
| Lista neve | Típus                                                   | Szavazatok             | Szavazatok       | Mandátumok | Mandátumok | Mandátumok                             |
| Lista neve | Típus                                                   | száma                  | aránya (%)       | száma      | aránya (%) | változása az előző választáshoz képest |
| Alekszandar Vucsics – Szerbia győz                                                                                     |                                                         | 428 452                | 45,78            | 63         | 52,50      | +41                                    |
| Ivica Dacsics – Szerbiai Szocialista Párt, Egységes Szerbia – Dragan Markovics Palma, Szerbiai Hazafias Mozgalom       |                                                         | 85 311                 | 9,12             | 12         | 10         | –1                                     |
| Dr. Vojiszlav Seselj – Szerb Radikális Párt                                                                            |                                                         | 73 742                 | 7,88             | 10         | 8,33       | +5                                     |
| Munka és Tudás Vajdaságért – Demokrata Párt, DSHV, Új Párt, ZEP–Zöldek – Dr. Bojan Pajtics                             |                                                         | 69 740                 | 7,45             | 10         | 8,33       | –48                                    |
| Nenad Csanak – Vajdasági Szociáldemokrata Liga – Fel a fejjel!                                                         |                                                         | 61 979                 | 6,62             | 9          | 7,50       | –1                                     |
| Elég volt! – Szasa Radulovics                                                                                          |                                                         | 53 317                 | 5,70             | 7          | 5,83       | +7                                     |
| Vajdasági Magyar Szövetség – Pásztor István                                                                            | K                                                       | 47 034                 | 5,03             | 6          | 5          | –1                                     |
| Dveri – Szerbiai Demokrata Párt – Szanda Raskovics Ivics – Bosko Obradovics                                            |                                                         | 31 218                 | 3,34             | –          | –          | –4                                     |
| Borisz Tadics – Csedomir Jovanovics – Szövetség Egy Jobb Vajdaságért – Szociáldemokrata Párt, Liberális Demokrata Párt |                                                         | 26 800                 | 2,86             | –          | –          | –1                                     |
| Magyar mozgalom az autonómiáért – Dr. Korhecz Tamás – VMDK – Csonka Áron                                               | K                                                       | 16 452                 | 1,76             | 2          | 1,67       | +2                                     |
| Dinara–Drina–Duna Nemzeti Mozgalom – Tomiszlav Bokan                                                                   |                                                         | 15 285                 | 1,63             | –          | –          | –                                      |
| Zöld Párt | K                                                       | 10 970                 | 1,17             | 1          | 0,83       | +1                                     |
| Szerb–Orosz Mozgalom – Alekszandar Gyurgyev                                                                            | K                                                       | 5 574                  | 0,60             | –          | –          | –                                      |
| A Szabad Szerbiáért – Fogadalmat Tevők – Milica Gyurgyevics                                                            |                                                         | 5 000                  | 0,53             | –          | –          | –                                      |
| Vajdasági Tolerancia                                                                                                   |                                                         | 4 943                  | 0,53             | –          | –          | –                                      |
| Összesen | Összesen                                                | 935 817                | 100              | 120        | 100        | 0                                      |

## Politikai következmények

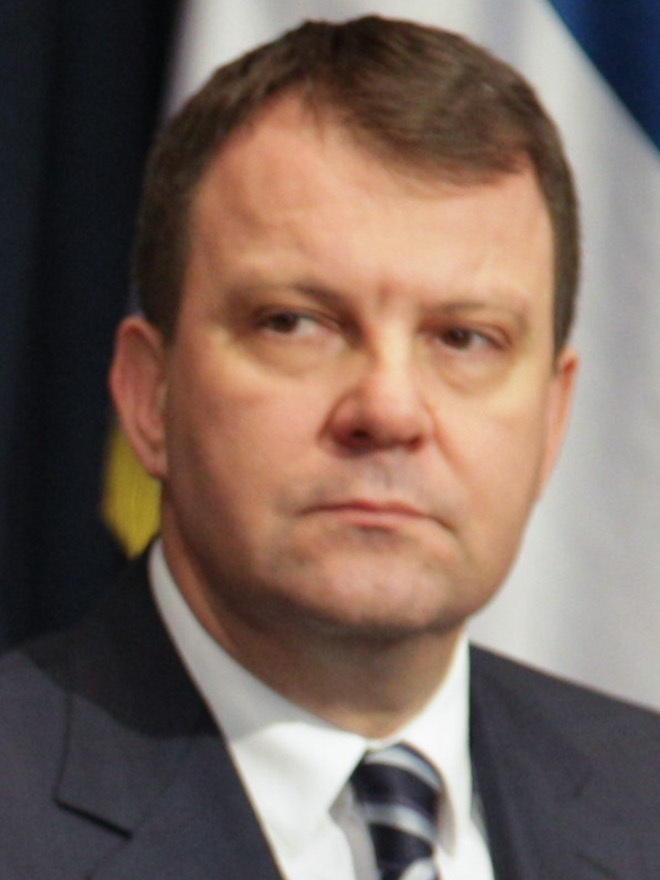
Igor Mirovics

A tartományi választást – hasonlóan az országos választáshoz – a Szerb Haladó Párt listája nyerte fölényesen, a Demokrata Párt kiszorult a hatalomból. Az új tartományi kormánykoalíciót a SNS és választási szövetségesei (a Szocialisták Mozgalma és a Szerbiai Szociáldemokrata Párt), a Szerbiai Szocialista Párt és a Vajdasági Magyar Szövetség alkotta. A tartományi kormányfő Igor Mirovics, az SNS elnökségi tagja lett, a parlament elnöke továbbra is Pásztor István maradhatott. A magyar képviselők száma eggyel nőtt a megelőző ciklushoz képest, mivel – bár a VMSZ jelenléte csökkent – bejutott az MM–VMDK kisebbségi lista két képviselője is a parlamentbe. 

## Érdekességek
- 2016. május 8-án egy karlócai, egy szabadkai és egy topolyai szavazóhelyen meg kellett ismételni a választást, mivel a jegyzőkönyvekben hibák voltak.[15]
- Egy felmérés szerint a vajdasági magyarok közel fele nem vagy csak kis mértékben érdeklődik a politika iránt.[16]

## Külső hivatkozások
- A Tartományi Választási Bizottság honlapja Archiválva 2012. április 20-i dátummal a Wayback Machine-ben (szerbül)
- A megválasztott képviselők névsora Archiválva 2016. június 1-i dátummal a Wayback Machine-ben PDF – Tartományi Választási Bizottság (szerbül)
- A vajdasági parlament honlapja